# Carn Llechart
Koordinaten: 51° 44′ 26,4″ N, 3° 53′ 16,2″ W
Carn Llechart ist einer der größeren bronzezeitlichen Ring-Cairn-ähnlichen Anlagen im Neath Port Talbot County Borough in Wales. Er liegt bei Rhyd-y-Fro nahe Swansea in West Glamorgan. Der Steinkreis von etwa 12,0 m Durchmesser umgibt eine zentrale Steinkiste und besteht aus 25 breiten, nach außen geneigten megalithischen Steinplatten. Seine typologische Einordnung ist etwas unklar. Eine ähnliche Anlage ist Bryn Cader Faner in Nordwales.

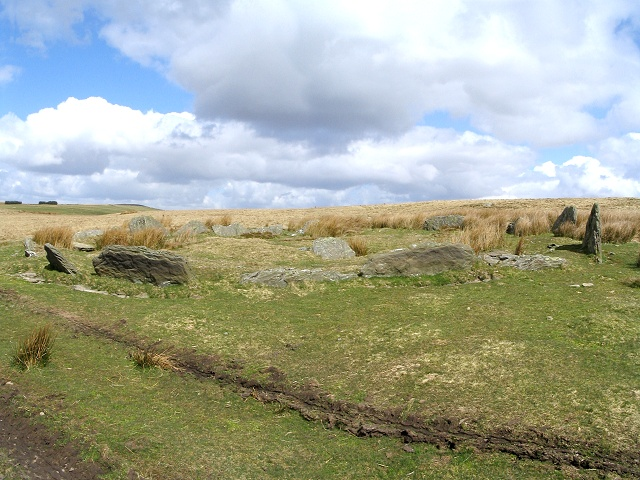
Carn Llechart

Bei der zentralen Steinkiste fehlen der Deckstein und der östliche Schlussstein. Es scheint, dass der Kreis weder einen Zugang hatte noch von einem Hügel bedeckt war. Aubrey Burl (1926–2020) beschrieb diese „Ring Cairns“ als älteste Stufe der Steinkreisentwicklung. Heute gilt, dass echte Ring Cairns zu spät entstanden, um eine solche Abkunft zu begründen. Ein möglicher Entstehungszeitpunkt ist das 2. Jahrtausend v. Chr.
Wahrscheinlich veranlasste die Existenz von Steinkreisen in anderen Regionen der Insel die Bevölkerung der Bergregionen von England, Schottland (z. B. auf South Uist) und Wales (Bryn Cader Faner) große Steine um Cairns aufzustellen. Ring Cairns erscheinen oft paarweise oder in Gruppen bis zu vier. Gelegentlich liegen sie innerhalb von Rundbarrow Friedhöfen. Die Cairns haben zumeist Durchmesser von 10–20 m. In der Nähe von Carn Llechart liegen eine neolithische Megalithanlage und einige bronzezeitliche Hügelgräber.